# Munții Balcani

Munții Balcani în Bulgaria și Serbia

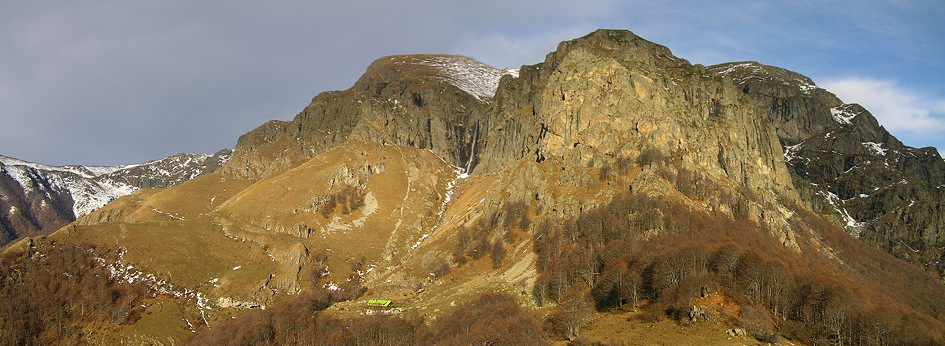
Peisaj din Munții Balcani.

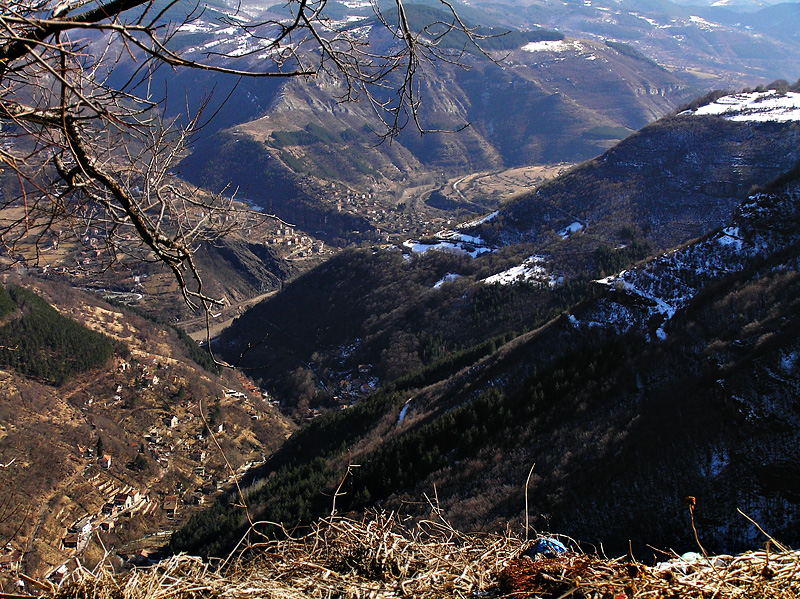
râul Iskar trecând prin munți printr-un defileu

Lanțul muntos al Balcanilor cunoscut și ca Munții Stara Planina (bulgară: Стара планина, Stara Planina; sârbă: Stara Planina, „Muntele Vechi”) este o extensie a lanțului muntos al Carpaților, separat de aceștia de fluviul Dunărea.
Lanțul muntos se întinde pe 560 km din estul Serbiei către est prin Bulgaria centrală către Capul Emine la Marea Neagră.
Cel mai înalt vârf din Peninsula Balcanică este Musala din Munții Rila în apropiere de Sofia cu 2 925 m, urmat îndeaproape de Muntele Olimp din Grecia și de Vihren (Munții Pirin).
Cele mai înalte vârfuri din Stara Planina în sine sunt localizate în Bulgaria centrală. Cel mai înalt este Vârful Botev (2 376 m), aflat în Parcul Național Central al Balcanilor (constituit în 1991). 
În apropiere este Kalofer, locul de naștere al lui Hristo Botev, un poet bulgar și erou național care a murit la Vrața în vestul Starei Planina în 1876 în luptele împotriva Imperiului Otoman. În apropiere de piscul Botev se află pasul Șipca, locul unde s-au dat patru bătălii în războiul ruso-turc (1877-78) care a consfințit încheierea dominației turcești asupra Balcanilor. În apropiere de pas, în satul Șipca, se află o biserică ortodoxă rusă, construită pentru comemorarea curajului bulgarilor în timpul apărării pasului.
Stara Planina este remarcabilă pentru flora și fauna sa. Floarea de colț crește aici, în regiunea Koziata stena.
În trecut, munții erau numiți Haemus Mons. Istoricii consideră Haemus (greacă  'Aimos) un cuvânt derivat dintr-un cuvânt trac neatestat *saimon, însemnând 'lanț muntos'.

## Piscuri
- Vârful Botev 2,376 m (numit după Hristo Botev)
- Vejen
- Kom
- Buzlugea
- Levski (numit după Vasil Levski)